# 1993年世界運動會中華台北代表團
1993年世界運動會中華台北代表團是中華民國（台灣）以“中華台北”名義，參與在荷蘭海牙舉行的1993年世界運動會。

## 獎牌統計

### 獎牌項目
| 項目   | 金牌 | 銀牌 | 銅牌 | 總數 |
| ------ | ---- | ---- | ---- | ---- |
| 跆拳道 | 2    | 2    | 1    | 5    |
| 健力   | 0    | 1    | 0    | 1    |

### 獎牌得主
| 獎牌 | 運動員 | 運動   | 項目         |
| ---- | ------ | ------ | ------------ |
| 金牌 | 羅春梅 | 跆拳道 | 女子47公斤級 |
| 金牌 | 劉昭晴 | 跆拳道 | 女子55公斤級 |
| 銀牌 | 謝一慶 | 健力   | 男子90公斤級 |
| 銀牌 | 謝耀遠 | 跆拳道 | 男子50公斤級 |
| 銀牌 | 韋政宏 | 跆拳道 | 男子76公斤級 |
| 銅牌 | 鄭紹宏 | 跆拳道 | 男子58公斤級 |

## 保齡球
- 陳德旺：男子單人賽（第4名）
- 陳玉琴：女子單人賽（第4名）
- 陳德旺、陳玉琴：混合雙人賽（第9名）

## 合球
- 黃英哲、李建志、蔡志昌、陳一中、陳建廷、唐君銘、鄭福祥、黃志宏、韓國瑾、謝芳怡、王潔玲、唐玲瓏、陽簣鳳、賈琪、劉文君、陳育慧：
  - 混合團體（第4名）

## 健力
- 謝一慶：男子90公斤級（ 銀牌）
- 林麗敏：女子52公斤級（第6名）
- 陳秀瓊：女子67.5公斤級（第4名）
- 趙珍葉：女子67.5公斤以上級（第6名）

## 跆拳道
- 謝耀遠：男子50公斤級（ 銀牌）
- 鄭紹宏：男子58公斤級（ 銅牌）
- 韋政宏：男子76公斤級（ 銀牌）
- 羅春梅：女子47公斤級（ 金牌）
- 劉昭晴：女子55公斤級（ 金牌）

## 合氣道（邀請賽）
- 男選手：李清楠、施明郎、陳景雄、郭永輝、游村祥、潘清祿
- 女選手：王琇捐